# Novokuznyeckaja metróállomás
A moszkvai metró Novokuznyeckaja állomása a 2-es számú, zöld színnel jelzett, Zamoszkvoreckaja nevű vonalon helyezkedik el a Zamoszkvorecsje kerületben, a főváros Központi közigazgatási körzetében.  Nevét a közeli Novokuznyeckaja ulica utcáról kapta. Szomszédos állomásai ezen a vonalon a Tyeatralnaja és a Paveleckaja. Az állomáson átszállási lehetőség nyílik a Tretyjakovszkaja metróállomás mindkét csarnokába, amelyekben a peronon belül lehet átszállni a 6-os számú, narancs színnel jelzett Kaluzsszko-Rizsszkaja és a 8-as számú, sárga színnel jelzett Kalinyinszkaja vonalak között.
Az állomást 1943. november 20-án nyitották meg, a moszkvai metró építkezésének harmadik ütemében. A mélyfekvésű, három csöves, pilonos kiképzésű állomás tervezői Ivan Georgijevics Taranov és Nagyezsda Alekszandrovna Bikova voltak. A gazdag belső díszítésű állomás műemléki védettséget kapott. A központi csarnokon domborműves fríz fut körbe katonai hősök ábrázolásával.

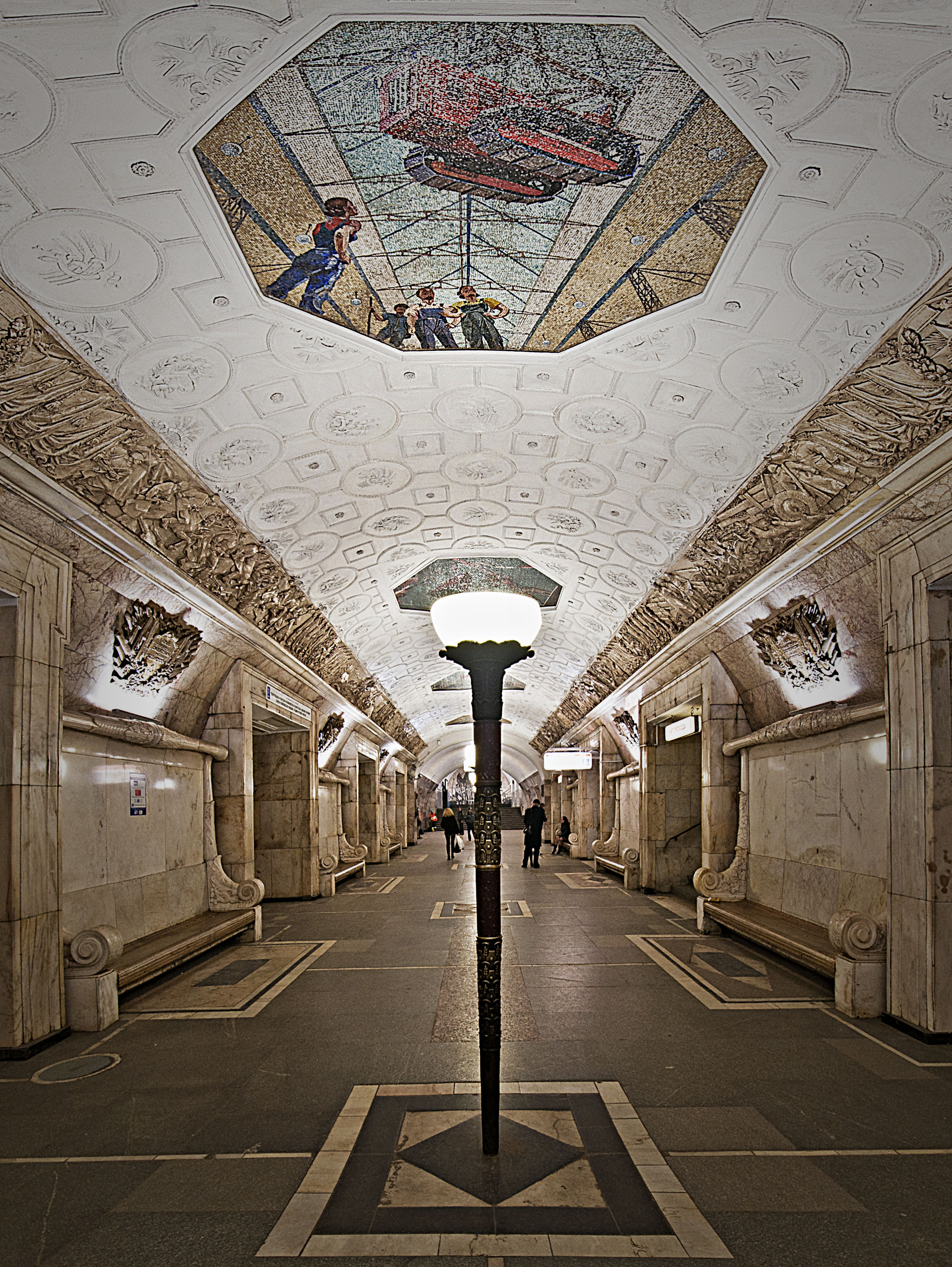
Mennyezeti mozaik

## Fordítás
- Ez a szócikk részben vagy egészben  a(z)   Новокузнецкая (станция метро) című orosz Wikipédia-szócikk ezen változatának fordításán alapul.  Az eredeti cikk szerkesztőit annak laptörténete sorolja fel. Ez a jelzés csupán a megfogalmazás eredetét és a szerzői jogokat jelzi, nem szolgál a cikkben szereplő információk forrásmegjelöléseként.